# Furiosa
Cet article concerne le personnage. Pour le film, voir Furiosa : Une saga Mad Max.
Furiosa est un personnage de fiction créé par George Miller et apparaissant la première fois dans le film Mad Max: Fury Road, dans lequel elle est interprétée par Charlize Theron.
Un antépisode sur le personnage sort en 2024 :  Furiosa : Une saga Mad Max, dans lequel l'actrice Anya Taylor-Joy reprend le rôle.

## Furiosa: Une saga Mad Max
Fille de Mary Jabassa et membre de la tribu Vuvalini, Furiosa est née sur la Terre Verte, région fertile occupée par des femmes. Elle est enlevée encore enfant par des pillards au service du seigneur de guerre Dementus et sa mère, qui tente de la secourir, est brutalement mise à mort. Furiosa parviendra à se venger en devenant une guerrière au service d'Immortan Joe, dictateur de la Citadelle.

## Mad Max: Fury Road
Dans une société particulièrement misogyne, Furiosa crée l'exception face aux autres femmes réduites exclusivement au rôle de génitrices et de productrices de lait. Elle porte titre d'« Impératrice » ((en) “Imperator”), réservé aux Seigneurs de guerre de la Citadelle.
Ancienne alliée d'Immortan Joe, elle exfiltre ses cinq épouses à bord d'un camion-citerne afin de laver sa conscience mais aussi de retrouver sa terre natale. Joe va alors envoyer ses hommes à la poursuite de Furiosa, dont Nux, un des War Boys transportant Max emprisonné sur le devant de son véhicule. S'ensuit de longues courses poursuites où Max et Furiosa vont finir par être contraints de s'accompagner l'un l'autre durant leur quête.

## Description physique
Furiosa est une femme relativement grande, les yeux bleus et cheveux rasés ; il lui arrive de s'étaler de la graisse noire sur le front, lui donnant un look similaire à d'autres impérators, ainsi qu'à certains War Boys. Dans Fury Road, elle ne possède pas d'avant-bras gauche, remplacé par une prothèse mécanique. Dans la préquelle Furiosa : Une saga Mad Max, son avant-bras est arraché lors d'un combat contre Dementus.

## Un symbole féministe
Considérée comme l'un des personnages féminins les plus durs et résistants depuis des années, Furiosa est devenue un des visages du cinéma féministe. Souvent comparée à Ripley dans le film Alien, le personnage ne se définit pas par son sexe et casse les stéréotypes. Se battant dans une société misogyne, elle voit la société matriarcale comme un antidote. Accompagnée de cinq autres personnages féminins dans Mad Max: Fury Road, c'est elle qui les guide et tente de les sauver. Son personnage a d'ailleurs été très bien accueilli par les critiques, prêts à voir plus de personnages féminins forts à l'écran. Néanmoins, volant un peu la vedette au personnage donnant son nom au film, Max, nombreux sont les fans n'ayant pas apprécié le rôle trop omniprésent de l'Impératrice.